# Bianca Ferguson
Bianca Ferguson (* 11. Februar 1955 in Gary, Indiana) ist eine US-amerikanische Schauspielerin.
Bianca Ferguson beendete 1973 die High School und wechselte zum Spelman College in Atlanta. Daraufhin begann Bianca Ferguson zu modeln und spielte nebenbei Theater. Von 1978 bis 1987 spielte die Schauspielerin in der US-Soap General Hospital die Rolle der Claudia Johnson. 1995 zog sie sich ins Privatleben zurück.
Bianca Ferguson war von 1983 bis zu seinem Tod, im Juni 2014, mit dem Schauspieler Meshach Taylor verheiratet. Das Paar hat drei Kinder.